# The Woman in the Silver Plate
The Woman in the Silver Plate (también conocida como Daguerrotype; en francés: Le Secret de la chambre noire) es una película franco-belga-japonesa de fantasía dirigida y escrita por Kiyoshi Kurosawa.

## Reparto
- Tahar Rahim como Jean.
- Mathieu Amalric
- Olivier Gourmet como Stéphane.
- Malik Zidi
- Constance Rousseau como Marie.
- Claudine Acs